# 斷層

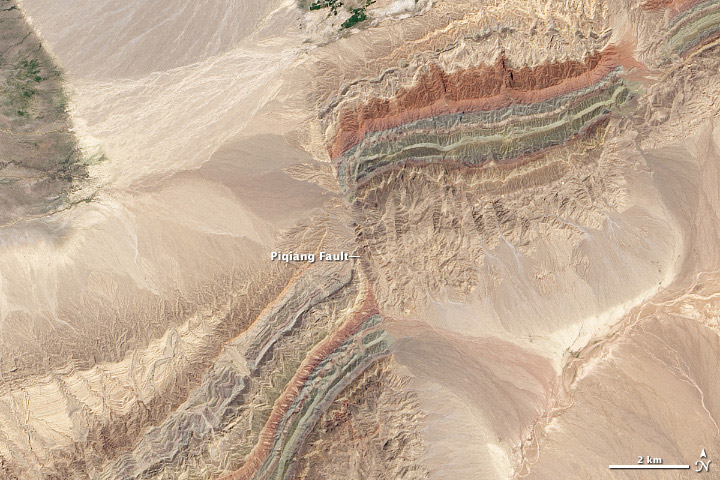
塔克拉瑪干沙漠斷層的衛星影像。 兩條彩色山脊（位於左下角和右上角）曾經形成一條連續的線，但由於沿著斷層的運動而被分開。

斷層（英語：Fault）是一種分開兩種進行相對運動的岩體的岩石破裂面。斷層通常出現在地殼活動頻繁的區域，並與地震、海嘯等天災有關聯性。

## 背景
斷層通常集體出現；他們大小不等，大的斷層可縱貫整个岩石圈，水平則可绵延幾千公里，但大部分均形成於地殼淺部深約5到10公里的脆性剪切帶。明顯的斷層均需求兩側岩層發生明顯的相對位移。
大型的斷層通常是板塊運動造成地殼活動的結果，無論是兩個板塊分離、擠壓、隱沒、相對旋轉或是平移都有可能產生斷層。斷層也有可能不在板塊邊緣上，例如歐亞板塊就是板塊內斷層發達的地區。斷層的產生有可能是因為山體不穩定、岩石因為重力下滑，拉出破裂面，例如破火山口的環狀斷層。斷層偶然是一個單一、清楚的破裂面，但是大多數的情況下都是一组断面的集合，稱為斷層帶。斷層帶具有相當的長度及寬度，规模巨大的断层带则通常叫做断裂带。並不是所有具備斷層構造的露出都是有活躍活動的斷層。如同火山，斷層也有分為活動斷層及不活動斷層。也因為並不是每一個斷層都有近期活動的可能，活動斷層附近並不一定代表那個地方一定或有比較高機率會發生地震。
断层有断层面、断层线和断层盘三要素。断层面是指岩层受力后发生相对位移的破裂面，通常成呈面状或弧形展布，具有一定的走向、倾向、倾角；断层面有的光滑，有的是擦痕，有的呈波状起伏较粗糙。断层线是指断层面与地面的交线。可直可弯，甚至形成一条宽窄不等、成带状分布的破碎地带。断层磐是指断层面两侧的断块称为断层盘。位于断层面上方的称为上磐，下方的称为下磐；相对上升的一盘称为上升磐，相对下降的一盘称为下降磐。斷層錯動摩擦可以將岩層磨碎，造成斷層角礫岩和糜稜岩等岩石，這些斷層岩具備高壓、低溫的變質特性。作用強者甚至將岩石磨成泥狀，稱為「斷層泥」。斷層角礫岩或斷層泥是斷層面所在位置的常見指引。
一般來說，一個地區的斷層都具備類似的方向、性質；但如果幾個相近的斷層活動方式不相同的話，就有機會產生地塹（或裂谷）或地壘。地塹是一系列約略平行的斷層造成中間狹長斷塊下陷、兩側相對升高的溝狀段層構造，著名的例子包括東非裂谷和中國甘肅。如果中間岩盤突出、兩側相對下降，則稱為地壘，如中國的泰山。一個地區也有可能同時出現很多地塹和地壘，例如美國中部的山脈盆地區（Basin and Range Province）。
若岩石受到外力而產生破裂面，但是破裂面兩側卻未發生相對位移的地質構造，則稱為節理。節理一旦發生移動，即可產生斷層。

## 構造分類
分類斷層的方法，是依照斷層兩側岩體相對位移的方式。在野外，找到一個斷層面並不難，但如果需要判斷相對位移方向，則須知道岩層受力方向。在野外判斷受力方向則較不容易；常見的做法是利用兩側岩石摩擦產生的擦痕來判斷位移方向。

### 傾向断层
斷層滑動方向和傾向（斷層面和水平面的夾角）平行的斷層稱為走向滑移斷層。一般分為正斷層及逆斷層。
正断层是岩層因為受張力或是重力的作用而產生拉裂的斷層，上盘相对下降，下盘相对上升。由于受张力作用，因此断层面较粗糙，擦痕一般不太发育，产状较陡；其破碎带中常形成棱角明显的断层角砾岩。大規模的正斷層活動易造成陷落，形成盆地等下沉構造。例如臺北盆地即為沿著西北緣的山腳斷層而陷落。
逆斷層是岩層因為受到擠壓的力量而產生的斷層。上盘相对上升，下盘相对下降。断层面呈舒缓波状，断层擦痕较发育；断层破碎带中角砾岩常被压扁，棱角不明显；断层面倾角大小不等，大于45°为高角度逆断层或逆衝斷層，小于45°为低角度逆断层。一般來說，逆斷層的長度可達數十公里，是東亞地區最常見的斷層型態，例如與集集大地震有關的車籠埔斷層即為一例。
下圖圖左為逆冲斷層，圖右為正斷層，A為上磐，B為下磐，此圖為剖面。逆斷層的傾角(α)通常小於45度，正斷層的傾角(β)通常介於65-90度，但也存在許多例外。

### 

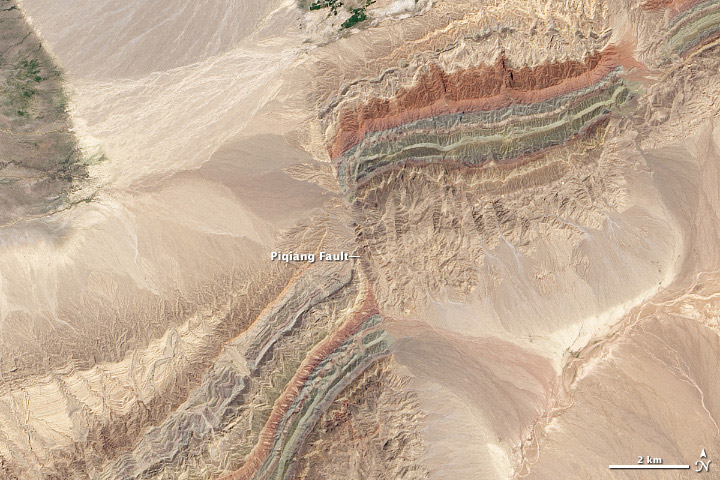
新疆塔克拉玛干沙漠北部天山山前的北北西向的皮羌断层，是仍在活动的左旋走滑断层，长约70km，宽约50m，对侧的地层水平滑距4km。

平移斷層是岩層受到水平方向的剪切力而產生左右位移的斷層。平移斷層兩側的岩層以水平方向相互位移，分類上分為左移斷層及右移斷層。如果站在斷層一側，向對面看過去，發現對面岩層向右移動，稱該斷層為右移斷層；反之，如果發現對面岩層向左移動，則稱為左移斷層。

### 轉形斷層
转换断层是出現於板塊邊界的一種斷層，尤以中洋脊處的轉形斷層最為著名。轉形斷層是一系列巨大、垂直、沿著張裂型板塊邊界平行排列、把中洋脊走向切割為不同塊段的一種大規模水平位移斷層；轉型斷層形成的斷裂帶通常長達數千公里，寬約100到200公里公里。轉形斷層在斷層作用中無壓力也無張力，不造成板塊的表面積的增加或消滅，只造成兩板塊的邊界互相滑動擦過而已。具備转换断层的板塊邊界也被称为板块保守边界。

### 斜向断层
假如斷層的移動方向既不是水平，也非垂直，而是在斷層面上具備水平及垂直分量的移動，則稱之為「斜移斷層」、「斜滑斷層」或是「斜向斷層」。有時為了描述斜移斷層，科學家會用兼用傾向斷層及平移斷層的表示方法，例如稱呼一個斷層為「具備左移成分的逆斷層」。斜移斷層通常不容易看出來，已觀測到的數量約佔斷層總數的三分之一左右。

### 環狀斷層
環狀斷層（英語：Ring faults），又稱為陷落火山口斷層，是一種出現在破火山口內或是火流星撞擊點的斷層。環狀斷層是一系列相互重疊的正段層呈環狀分佈所形成的正斷層。環狀斷層的斷層面如果被火成岩侵入，就會形成環狀岩脈。環狀斷層在破火山口崩塌的過程有重要影響：當火山崩塌時，環狀斷層有機會促成相當厚度的（>30公尺厚）的地表火山灰山崩，影響範圍可超過260公里。環狀斷層造成的崩塌也有機會造成新的逆衝斷層或不整合面的產生。

### 鏟形斷層

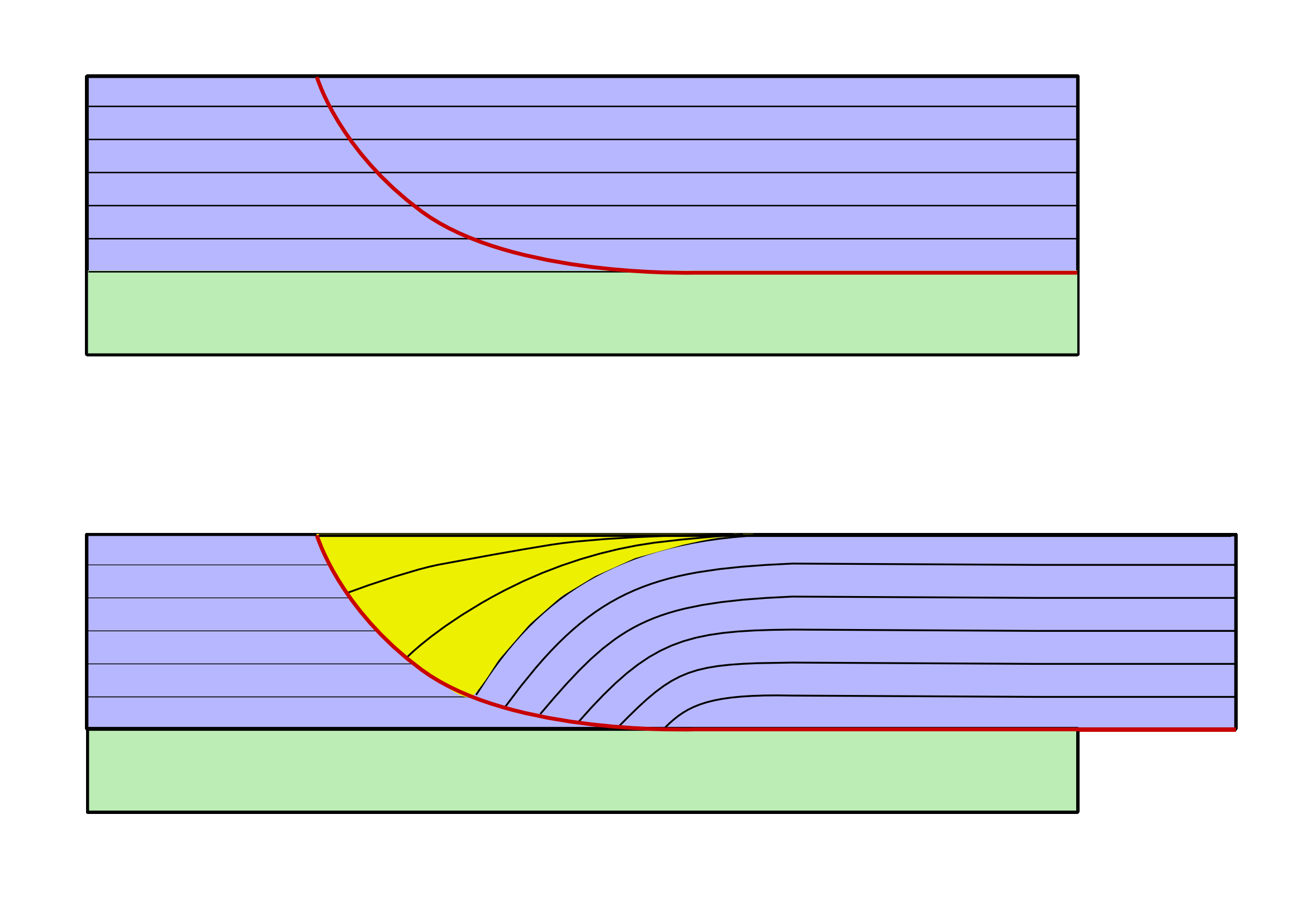
紅線即為鏟形斷層

鏟形斷層（英語：Listric faults），又稱為「上凹斷層」、「弧形斷層」或「犁形斷層」，是斷層面有弧度的斷層。鏟形斷層之名來自於其形狀──因為通常其弧度隨著高度遞減；有時，鏟形斷層可能會被整平，成為水平的分層。這張圖片展示了一面斷層面沿著鏟形斷層滑落的情況。其中一邊斷層面已經消失的鏟形斷層，除了會形成山壁之外，還有可能促使剩下的另一邊岩體產生更多的鏟形斷層。一般來說，鏟形斷層都只發生在沉積岩中，在其他岩種中之案例非常稀少。鏟形斷層通常與正斷層相仿，少數才會有逆斷層的特性；目前通行的理論認為，具備正斷層和逆斷層特性的鏟形斷層在順序上可能是有相關的──例如，當造山帶延伸時，逆斷層型可能可以被重新活化為正斷層型；當大陸邊緣的板塊活動從被動階段到活躍階段時，正斷層型又有可能被擠壓，變回成逆斷層型。
鏟形斷層最早奧地利地質學家愛德華·修斯在其著作《地球的面貌》（德語：Das Antlitz der Erde）中提出。他當時觀察法國北部、比利時和德國魯爾煤礦區向上凹曲的斷層面，並注意到這種斷層的橫斷面形態類似鏟子（希臘語：Listron），是以以此命名。多年來，德國在煤礦區工作的地質學家一直採用這一術語；但，儘管如此，「鏟形斷層」的概念迄今除中歐以外其它地方幾乎沒有得到承認。

## 影響

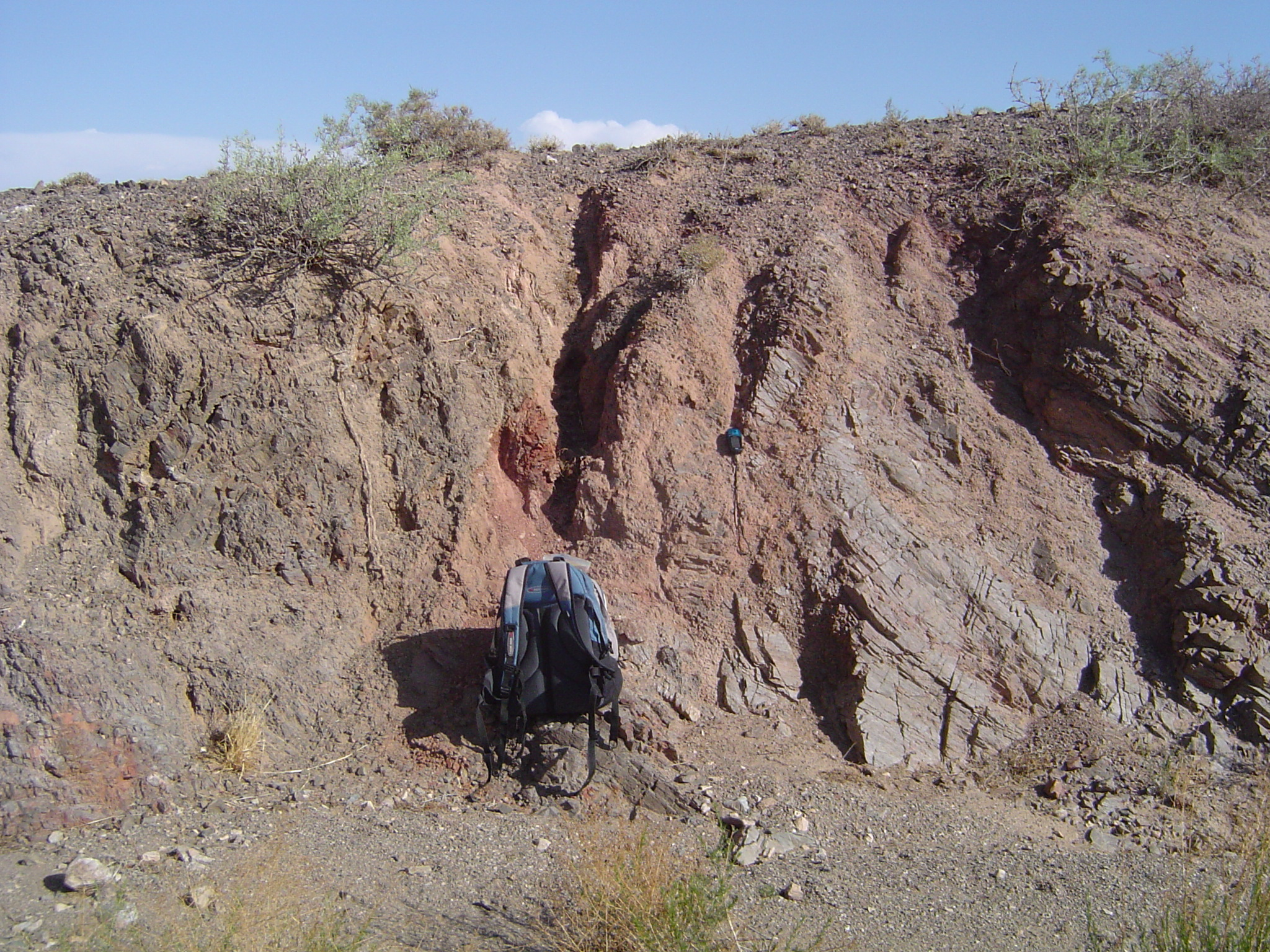
蒙古戈壁沙漠中，一個斷層將左側（深灰色）和右側（淺灰色）的兩種不同岩石類型分開，中間可見斷層泥。

因為斷層具備大規模岩體相互位移的特性，在移動中，會造成極大的壓力與剪切力，有機會破壞介面附近的岩石，讓他們發生磨碎、變質、甚至重新結晶的作用，產生新的岩石或礦物。雖然斷層的特徵岩石在實地考察時並不少見，可做為科學家判斷斷層所在位置的重要依據，但是目前人類對於這些岩時在斷層演化上的重要性，卻知道得不多。研究斷層問題的難點主要在於如何推知數千萬年前地層活動的方式、如何處理受多次斷層影響的岩石，及如何面對出露風化的問題；在構造地質學上要重建斷層帶的變形機制和構造歷史常常是非常困難而關鍵的。
斷層岩的分類通常根據其膠結程度，分為「膠結類」和「非膠結類」二種。非膠結類的岩石例如從角礫岩和斷層泥。膠結類的岩石則通常依據母岩顆粒的破碎程度及細粒基質相對於岩屑和殘留粗晶體的含量分類。
在斷層帶中，最常見的膠結類斷層產物是角礫狀的斷層角礫岩。這種角礫岩肇因於是斷層移動時兩側岩石的互相摩擦，將岩石剪碎，使騎呈尖角狀。斷層角礫岩在判斷上與周圍其他岩石的不同在於，和其他角礫岩一樣，斷層角礫岩並沒有經過流水般運的過程，因此保留尖銳的外型，而不是鵝卵石狀。如果在剪碎的過程中，過程更為劇烈的話，會形成斷層粉粹岩。斷層粉碎岩是經過壓碎、磨碎、磨蝕等粉碎作用（Communition）而產生的新岩石，會把通常大小在0.1mm以下的岩石碎片夾在顆粒更小的基質中。斷層粉碎岩具備較高內聚力的性質顯示這種斷層岩是在溫度及壓力稍高的環境下形成的。
如果磨碎進行得更徹底，會在高壓及摩擦後高熱的情況下產生，造成斷層帶岩石碎細礫化。待事態回復到低溫低壓後，便會形成泥土狀的斷層泥。乾燥的斷層泥外觀鬆散，類似泥土。當雨水等外物長期滲入岩層，可能產生化學變化變成黏性很強的黏土，此時斷層泥呈黑色帶狀。
非膠結類肇因於斷層強烈的剪動作用所引發的重新結晶。常見的岩種為糜稜岩。糜稜岩因具備發達的平行葉理，因此外觀上有明顯的片狀構造，並常鑲嵌一些透鏡狀晶體。
斷層除了造成新種類岩石、礦物的產生，在某些斷層區，強烈的斷層作用也可能造成岩石磁性的喪失。常見的例子為中洋脊之轉形斷層附近的岩石磁力空白區；斷層造成的無磁區通常可達斷層面左右各10到30公里左右。

## 研究

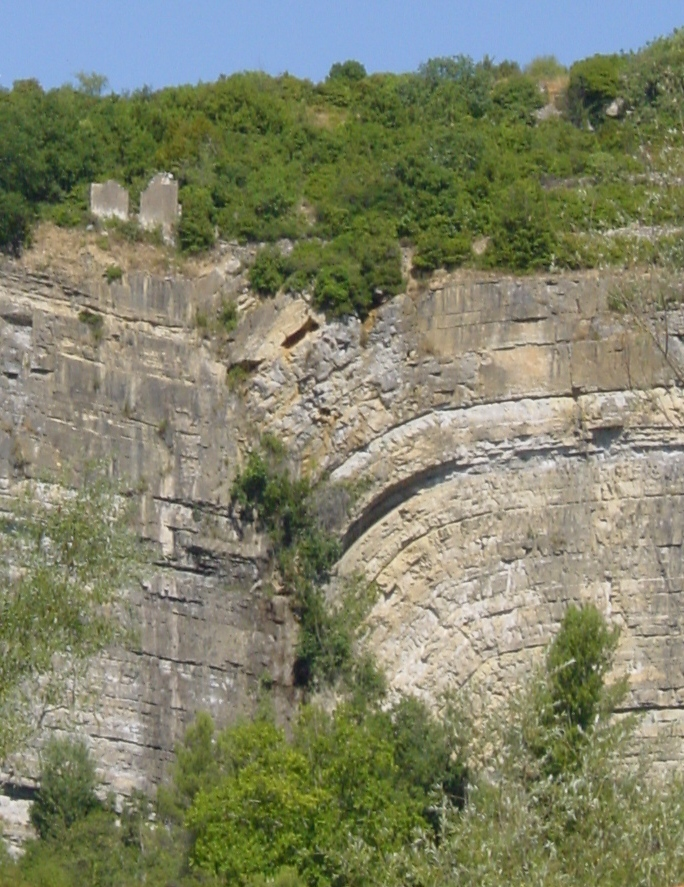
299.965x299.965px

### 野外觀察
生活中，由於地表多數被綠色植物或房舍掩蔽，因此要找到斷層較不容易。最明顯的觀察方法是研究沒有植被的大型垂直岩層出露。在大多數的情況下，基於地質學原理，岩層會有水平疊置、且水平延伸的特性，當發現野外岩壁有一條使兩岩層延續的不整合面、脫節或者是地層的重複或缺失，一般即有可能是斷層。
斷層泥也是一種很好的判斷方式。在一整塊的岩石中，當注意到中間綠色的一條植物生長帶特別突出，便極有可能是斷層泥的分布地區，可以佐證岩性的觀察。
一般野外觀察最大的劣勢，就是無法觀察到在地表上沒有出露的盲斷層。盲斷層是尚未發展至地表，但在地底下已受到應力擠壓而產生的斷層。因為地質學家無法從地表觀察到露頭，所以不能確認斷層的確切位置。儘管盲斷層在地表上可能造成一些例如微隆起、背斜褶曲等的現象，但是因為會與其他原因所產生的隆起和皺褶混淆，因此研究盲斷層主要還是只能仰賴本身就具有侷限性的科學性儀器測量。盲斷層儘管沒有發展到地面，但是具備地震引發能力的盲斷層，其威力並不一定會比可以地表上發現的斷層小；如果盲斷層突然引發地震，可能會帶給居住在其上的人們意想不到的傷害。

### 科學技術

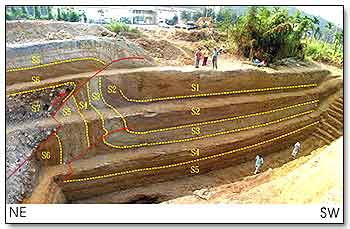
位於台灣南投縣竹山鎮的車籠埔斷層槽溝。攝於2007年，該地現為科博館車籠埔斷層保存園區

科學上，研究斷層的所在位置對於建築學、地質學、礦業工程學等科學有重要意義。常見的方法為利用人工製造地震、研究震波在經過岩體介面的反射、折射、吸收的的震波探勘法；利用兩岩體密度不同的重力探勘法；利用兩岩體磁力性質不同的磁力探勘法；以及人工在地下製造電流，研究不同電阻岩體介面造成的電流折射的地電探勘法。
地質鑽探或開挖槽溝是直接獲得高精確度地下斷層數據的最好方法。地質鑽探是指在研究地挖一口深井，取出岩芯，並對岩芯進行研究。開挖斷層槽溝指的則是在斷層帶上地表挖一個約數公尺寬的深槽，直接分析斷層過去的活動紀錄。開挖槽溝是個大工程，通常地質學家在決定開挖之前都需要進行許多評估，例如上述的震波測勘、地電測勘、以及參考地質圖、地形資料、地下水資料等。開挖槽溝的難度也會隨著人類活動在該處對地質和地下物質的影響而增加。

## 災害防治
在地質工程學中，斷層經常造成岩層之間的不整合面，並可能對建築、隧道、地基施工中的土壤和岩體力學性質（強度、硬度等）受到影響。施工完成後，如果斷層仍然活躍，代表斷層面仍然會發生位移，會對於其上的建築物產生結構性的影響。這種影響，無論是肇因於單一起地震的位移或是長年日月累積的「潛變」（Creep），對於建築物的損失通常都是不可逆且威力極大，因此，許多國家皆有立法限制在斷層地區的房屋建造。